# Lovua
Lovua är en flod i Angola och Kongo-Kinshasa, ett biflöde till Kasaï. En del av floden ingår i statsgränsen.